# Ökosoziale Marktwirtschaft
Die Ökosoziale Marktwirtschaft, auch Ökologisch-soziale Marktwirtschaft, sozial-ökologische Marktwirtschaft oder Ökologische Marktwirtschaft, ist eine wirtschafts-, umwelt- und gesellschaftspolitische Zielvorstellung, die ein nachhaltiges Wirtschaften und den Umweltschutz als politische Kategorien in die Soziale Marktwirtschaft mit einbezieht. Sie sieht sich als eine Weiterentwicklung der Sozialen Marktwirtschaft und soll einen Ausgleich zwischen ökonomischen und ökologischen Zielsetzungen bringen, indem sie Umweltschutz mit marktwirtschaftlichen Mitteln durchzusetzen versucht, statt ausschließlich mit Verboten und Geboten.

## Theorie
Die natürliche Umwelt wurde bis in die 1970er-Jahre gemeinhin als unbegrenzt verfügbares Gut angesehen. Seit dem Bericht „Die Grenzen des Wachstums“ des Club of Rome wisse man jedoch, dass die Menschheit vom „Kapital“ der Naturschätze und nicht von den „Zinsen“ der Erträge, welche uns die Natur schenkt, lebe. Die Umwelt ökonomisch als freies und öffentliches Gut zu betrachten, darin liegen die Ursachen für ökologische Fehlentwicklungen. Deshalb sei eine Integration ökologischer Nachhaltigkeit in das gesamte Wirtschafts- und Gesellschaftssystem, insbesondere in Hinblick auf die Generationengerechtigkeit, überfällig. Das Fundament der ökosozialen Wirtschaftsordnung ist eine leistungsfähige, innovative Marktwirtschaft. Die beiden anderen tragenden Säulen sind soziale Gerechtigkeit und ökologische Verantwortung. Der soziale Ausgleich sei die Voraussetzung für gesellschaftlichen Konsens, die ökologische Nachhaltigkeit für das Überleben der Zivilisation schlechthin. Daher sei eine Wirtschaftsethik vonnöten, welche u. a. die Christliche Soziallehre in das Modell einbringt.
Die Ökosoziale Marktwirtschaft versteht sich als ein ordoliberales Konzept, das sich ausdrücklich auf die Soziale Marktwirtschaft bezieht, deren Errungenschaften jedoch durch die Globalisierung ausgehöhlt würden und die deshalb weiterentwickelt werden müsse. Aufgrund des behaupteten Marktversagens grenzt sie sich von als „marktfundamentalistisch“ bezeichneten wirtschaftspolitischen Konzepten ab, denen mangelnde Fähigkeit, Wirtschaft und sozialen Frieden in Balance zu halten, vorgeworfen wird. Abgelehnt werden auch sozialistische Wirtschaftstheorien wegen ihrer mangelnden Effizienz.
Durch Lenkungsabgaben, eine verschärfte Umwelthaftung und andere Steuerungsinstrumente sollen die externen Kosten, die einer Volkswirtschaft aufgrund des einzelwirtschaftlichen Nutzungskalküls entstehen, in die einzelwirtschaftliche Kostenrechnung des Verursachers einbezogen werden. So soll Umweltschutz betriebswirtschaftlich billiger werden als Umweltverschmutzung. Konkrete Forderungen sind die Schaffung ökologischer Kostenwahrheit (z. B. für Gemeingüter wie Luft, Wasser und Boden), Durchsetzung eines strikten Verursacherprinzips, Durchsetzung einer Ökosteuer und ökologisch orientierter Gesetze sowie klare Produktdeklaration mit wahren und vergleichbaren Angaben zu Ausbeutung von Arbeitskräften, Umweltzerstörung, Kinderarbeit, Gentechnik und Hormoneinsatz bei Lebensmitteln.

## Grundlagen und Säulen-Modell
Um vorhandene Ressourcen ideal einzusetzen, sollen die Marktkräfte genutzt werden, die für den effektivsten Einsatz sorgen. Voraussetzung dafür ist, dass das Gut Umwelt einen Preis hat. Dadurch werden Produktionsmethoden, die die Umwelt stärker belasten, weniger rentabel. Die Ökologisch-Soziale Marktwirtschaft, für die sich insbesondere die Stiftung für Ökologie und Demokratie e. V. einsetzt, bedeutet, dass mit der „Dynamik des Marktes gemäß dem Verursacherprinzip ökologischere Weichenstellungen getroffen werden“ – so der Vorsitzende der Stiftung für Ökologie und Demokratie e. V., Hans-Joachim Ritter.
Es gibt verschiedene Möglichkeiten, Umwelt mit Marktpreisen zu bewerten. Beispielsweise kann man eine begrenzte Zahl von Lizenzen zur Umweltbelastung ausgeben, die wie Aktien gehandelt werden können (Umweltlizenzen). Auch Umweltsteuern wie die CO2-/Energiesteuer (Energiesteuer/Ökosteuer) sind marktwirtschaftliche Instrumente der Umweltpolitik. Eine solche Steuerreform kann aufkommensneutral sein, um die gesamte Steuerbelastung nicht ansteigen zu lassen. Die dann Lenkungsabgaben genannten Ökoabgaben werden mit dem Ökobonus-Prinzip zu etwa je einem Drittel rückverteilt:
- als Klima-Bonus in Form von Zuschüssen für private, energieeffizientere Geräte etc. direkt pro Kopf an die Verbraucher (bezahlbarer Technologiewechsel),
- als Sozial-Bonus an die Empfänger von Transferleistungen (in gleicher Höhe), damit diese nicht unter den steigenden Energiepreisen leiden,
- als Beschäftigungs-Bonus (Arbeitsplatz-Bonus) an die Unternehmen je sozialversicherungspflichtigem Arbeitsplatz, in Form einer Reduzierung der Sozialbeitragszahlungen.[6]

Ein Ökobonus bezüglich der Energiesteuern wird auch Energiegeld genannt. In manchen Staaten (Dänemark)
gibt es den Green check, oder eine Verrechnung mit dem Krankenkassenbeitrag (Lenkungsabgabe (Schweiz)).
Im Modell der Ökologischen Marktwirtschaft wird grundsätzlich zwischen der Umweltnutzung auf der einen Seite und dem Energieverbrauch auf der anderen Seite unterschieden:

### Erste Säule
Zentrale Idee der ersten Säule ist dabei, die Nutzung des Faktors Umwelt zu quantifizieren und als handelbares „Produkt“ in einen Markt zu überführen. Die Umwelt soll der produzierenden Industrie nicht mehr kostenlos als freies Gut zur Verfügung stehen, sondern durch staatliche Gesamtmengenbeschränkung zu einem knappen Gut werden. Der Faktor Umwelt erhält so das, was alle knappen Güter auszeichnet: einen Preis.

### Zweite Säule
Die zweite Säule ist die Besteuerung des Energie- und Energieträgerverbrauchs. Diese, insbesondere für die Erfassung des privaten Bereichs wichtige Steuer, verteuert den Verbrauch von Sekundärenergieträgern (Strom, Mineralöl, Heizöl etc.). Es wird deutlich, dass also auch grundsätzlich zwischen privatem und unternehmerischen Umweltverbrauch unterschieden werden muss.

## Geschichte
Der Begriff Ökologisch-Soziale Marktwirtschaft geht zurück auf wissenschaftliche Untersuchungen von Hans Christoph Binswanger (St. Gallen) in 1970er- und 1980er-Jahren. Mit seiner mehrjährigen Forschungsarbeit zum Thema Wege aus der Wohlstandsfalle – Strategien gegen Arbeitslosigkeit und Umweltkrisen und seinen Buchveröffentlichungen, wie Arbeit ohne Umweltzerstörung, Geld und Magie, Geld und Natur, legte er die Grundlage für die ökologische Steuerreform und für eine ökologisch-sozial orientierte Marktwirtschaft. Die Ökologisch-Demokratische Partei (ÖDP), 1982 als Bundespartei gegründet, hat unter ihrem Vorsitzenden Herbert Gruhl diese Ideen als erste deutsche Partei aufgegriffen.
Geprägt wurde der Begriff im Österreich der 1980er, als nach der Zwentendorf-Volksabstimmung 1978 und noch mehr den Ereignissen der Besetzung der Hainburger Au 1984 und dem Konrad-Lorenz-Volksbegehren 1985, und einem breiten neuen Umweltbewusstsein der Bevölkerung, eine Neuorientierung der Paradigmen erarbeitet wurde, die bis heute die Grundlage der Energie-, Wirtschafts- und Umweltpolitik Österreichs bilden. Der seinerzeitige Umweltschutzsprecher Walter Heinzinger sprach (zwei Monate nach Hainburg) auf einer Umweltschutzenquete im Rahmen des Forum 90 der ÖVP von der „sozialen Marktwirtschaft auf ihrem Weg in eine öko-soziale Marktwirtschaft.“ Die ÖVP war damals Opposition der rot-blauen Regierung Sinowatz. Als Kampfbegriff gegen die sozialdemokratisch-liberale Wirtschaftspolitik dieser Tage, aber auch gegen die Angst der wirtschaftsnahen Kräfte und der Arbeitenden gegen Ökologie als Hemmschuh des ökonomischen Fortschritts und Bedrohung der Arbeitsplatzsicherheit, und damit des sozialen Friedens, fand der Ausdruck bis heute besonders unter christdemokratischen und konservativen Politikern Anhänger. Dass dabei die konservative Partei als erste auf die Anliegen der nach den Hainburg-Ereignissen erstarkenden Grünen (1986 erstes Nationalratsmandat) reagiert hat, ist ein österreichisches Spezifikum, auf dem bis heute eine Nähe zwischen Konservatismus und Grünalternative beruht, in der die landwirtschaftlichen Interessensvertretungen der ersteren mit den ökologischen Anliegen der zweiteren in Synergie treten. So hatte etwa Oberösterreich ab 2003 eine schwarz-grüne Koalition, und ökologische Landwirtschaft gehört seit den schwarzen Regierungen um Wolfgang Schüssel zum ausgewiesenen politischen Programm Österreichs. Ab 2014 hatten vier von neun Ländern eine schwarz-grüne Regierung. Die Gemeinsamkeit äußert sich etwa darin, dass Österreich einen Anteil von knapp 20 % Biobauern hat. Alle großen Lebensmittelketten haben eigene stark positionierte Bio-Marken im mittelpreislichen Sektor (15 % Marktanteil der Bio-Produkte insgesamt), im Nahrungsmittelangebot ist die ökosoziale Marktwirtschaft also schon Alltag. Auch die Energiewirtschaft (seit vielen Jahren 75 % Anteil erneuerbarer Energie) und die treibenden arbeitsplatzschaffenden Wirtschaftssektoren Österreichs, Tourismus wie auch Forschung und Entwicklung – für ein kleines Land mit wenig Großindustrie zentral – sind auf den ökologischen Gedanken angewiesen und forcieren diesen seit gut zwei Jahrzehnten (5 % Anteil Green Jobs i. e. S.).
Auf Europaebene bekannte sich die Europäische Demokratische Union 1991 zu diesem Modell, das bald darauf jedoch im politischen Tagesgeschäft durch die damalige Wirtschaftskrise an den Rand gedrängt wurde. Deutlich bezieht sich die Österreichische Volkspartei (ÖVP), mit Josef Riegler, österreichischer Landwirtschaftsminister und späterer Vizekanzler, und Franz Fischler, nachfolgender Landwirtschaftsminister und zeitweise EU-Kommissar für Landwirtschaft und ländliche Entwicklung, auf die Ökosoziale Marktwirtschaft.
In Deutschland forderte besonders der Wissenschaftler Franz Josef Radermacher die Verfolgung der Ökosozialen Marktwirtschaft als Leitidee weltweiter Wirtschaftspolitik. Auch CDU-Politiker wie der ehemalige Bundesumweltminister und spätere Exekutivdirektor des Umweltprogramms der Vereinten Nationen (UNEP) Klaus Töpfer, Friedbert Pflüger oder Heiner Geißler sehen in der Ökosozialen Marktwirtschaft die ordnungspolitische Antwort auf die Herausforderungen der weltwirtschaftlichen Entwicklung. Ansatzweise findet sich das Konzept bei einigen europäischen grünen Parteien. Zu den Gründern eines Forums Ökologisch-Soziale Marktwirtschaft gehört Ernst Ulrich von Weizsäcker (SPD).
Seit dem Jahre 2000 ist der 12. September der Tag der Ökologisch-Sozialen Marktwirtschaft. Mit diesem Tag wird daran erinnert, dass die Ökologie stärker auf marktwirtschaftlichen Wegen realisiert werden soll.
Seit 1994 und der Ergänzung im Jahr 2002 kann man davon sprechen, dass die ökosoziale Marktwirtschaft im Grundgesetz der Bundesrepublik durch Artikel 20a ihren Ausdruck findet („Der Staat schützt auch in Verantwortung für die künftigen Generationen die natürlichen Lebensgrundlagen im Rahmen der verfassungsmäßigen Ordnung durch die Gesetzgebung und nach Maßgabe von Gesetz und Recht durch die vollziehende Gewalt und die Rechtsprechung“).
Besonders die Global Marshall Plan Initiative, deren österreichischer Koordinator Josef Riegler ist, hat eine weltweite Ökosoziale Marktwirtschaft zu ihrem Anliegen gemacht.
Als Ansatz zur Durchsetzung ihrer Ziele werden die Millenniumsziele der UNO unterstützt. Teilweise sei das Konzept bereits erfolgreich in der Sozial- und Wirtschaftsordnung der EU verwirklicht.
Seit dem Jahr 2019 bekannte sich Bündnis 90/Die Grünen erneut und deutlich zu einer ökosozialen Marktwirtschaft. So betonte Bundeswirtschaftsminister Robert Habeck bei seinem Amtseintritt im Jahr 2021, dass es die „sehr hoch gesteckte Zielvorgabe“ sei, in Deutschland aus der sozialen Marktwirtschaft eine ökologisch-soziale Marktwirtschaft zu formen.